# Hseni
Hseni är en kommun i Myanmar.   Den ligger i regionen Shanstaten, i den nordöstra delen av landet, 400 km nordost om huvudstaden Naypyidaw. Antalet invånare är 50 787.